# El Soplao-barlang
Az El Soplao egy igen látványos, turisták által is látogatható cseppkőbarlang az észak-spanyolországi Kantábriában.

## Története
A barlang története szorosan összefügg a környező Sierra de Arnero nevű hegységben zajlott ólom- és cinkbányászattal. Ez a tevékenység a 19. század közepén kezdődött, amikor II. Izabella spanyol királynő koncesszióba bocsátotta a bányászati jogot, és 1978-ban ért véget. A bányászat eleinte a Santander Tartományi Bányászati Társaság kezében volt, majd az Asztúriai Királyi Bányászati Társasághoz (RACM) került, amely a kantábriai cink egyetlen kitermelője volt. Eredetileg a területen nyílt színi bányászat folyt, később járatokat nyitottak. Egy ilyen járatnyitás alkalmával, a 20. század elején fedezték fel ezt a barlangot, amelyet rögtön bányaszti célokra: szállítási útvonalként és a szellőzőrendszer részeként kezdtek hasznosítani.
Neve is a bányászati szakzsargonból származik: a soplao azt a huzatot (spanyolul: soplo) jelenti, amely akkor támad fel, amikor egy bányajárat elér egy barlangjáratot.
A kitermelés az 1950-es évek táján érte el a csúcspontját, amikor is megújították az alkalmazott eljárásokat, új gépeket helyeztek üzembe.
Barlangászati szempontból az 1970-es években kezdődött meg a feltárás, elsősorban a Kantábriai Barlangászklub jóvoltából. 2009-re a háromdimenziós topográfiai felmérés már mintegy 20 km hosszúságot ölelt fel. Turisztikai hasznosítása 2005-ben kezdődött el.

## Leírás
A barlang a Spanyolország északi részén fekvő Kantábria autonóm közösség területén található. Bejárata közigazgatásilag Rionansa község területén található, közel Valdáliga és Herrerías határához.
Legfőbb jellegzetességei a különféle cseppkőképződmények, de nem csak a számos más barlangban is gyakori függő- és állócseppkövek fordulnak elő, hanem a különlegességnek számító úgynevezett excentrikus képződményekben is bővelkedik. Ezek az aragonitból álló képződmények nem csak a tetőn, a padlón és a falakon jelentek meg, hanem más, korábban kialakult cseppkövek felületén is.
A több mint 30 km hosszúságú járatrendszerrel rendelkező barlang kultúrtörténeti (ipartörténeti) szempontból is jelentős, mivel nagy mennyiségű régi bányászati emlék maradt fenn benne. Az egykori bányászvasutat később újjáépítették és turisztikai célokra hasznosítják. A mintegy egy óra hosszúságú, vezetéssel megtehető látogatás során a vendégek bejárják a barlang néhány, külön névvel is megjelölt termét: ilyenek például a Szellemek, az Őrszem, az Opera és a Lacuerrei kilátó.

## Képek

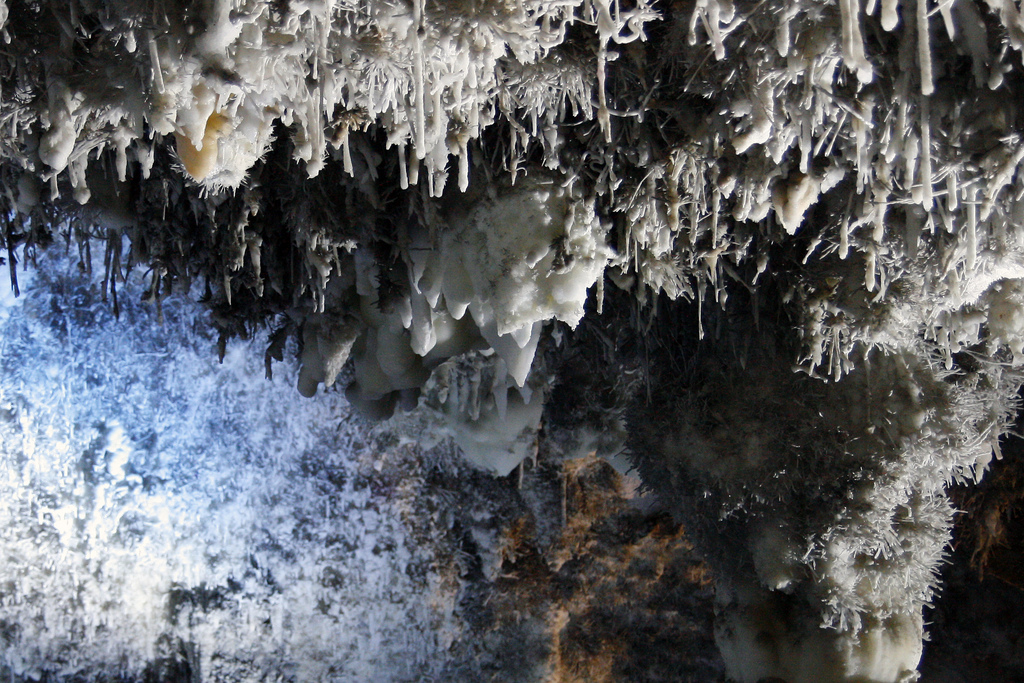
Részlet a barlang belsejéből
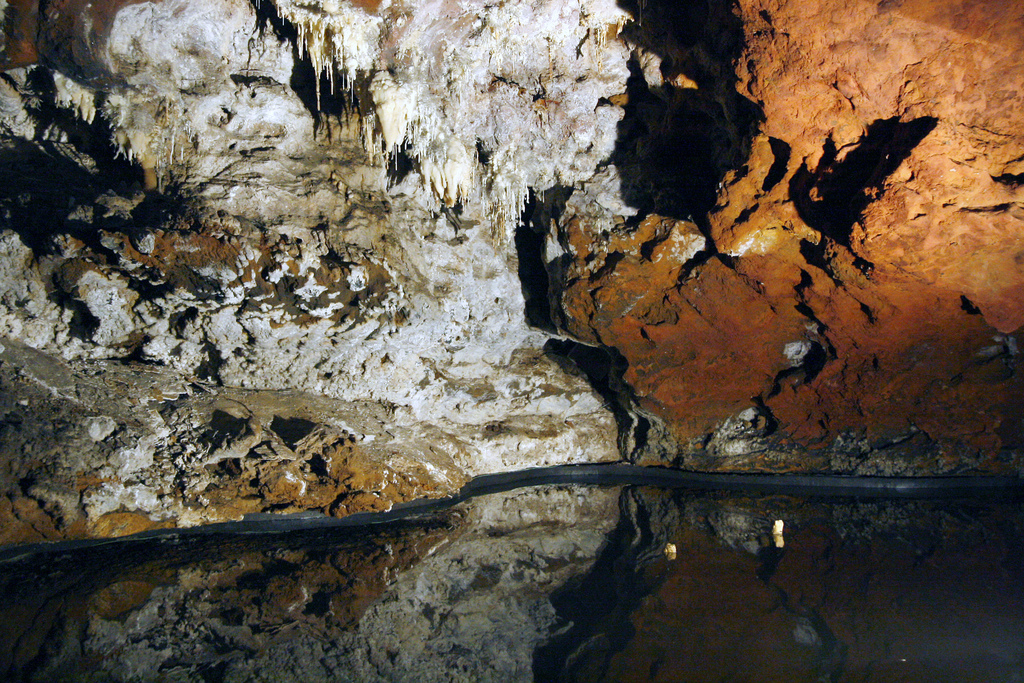
Belső részlet
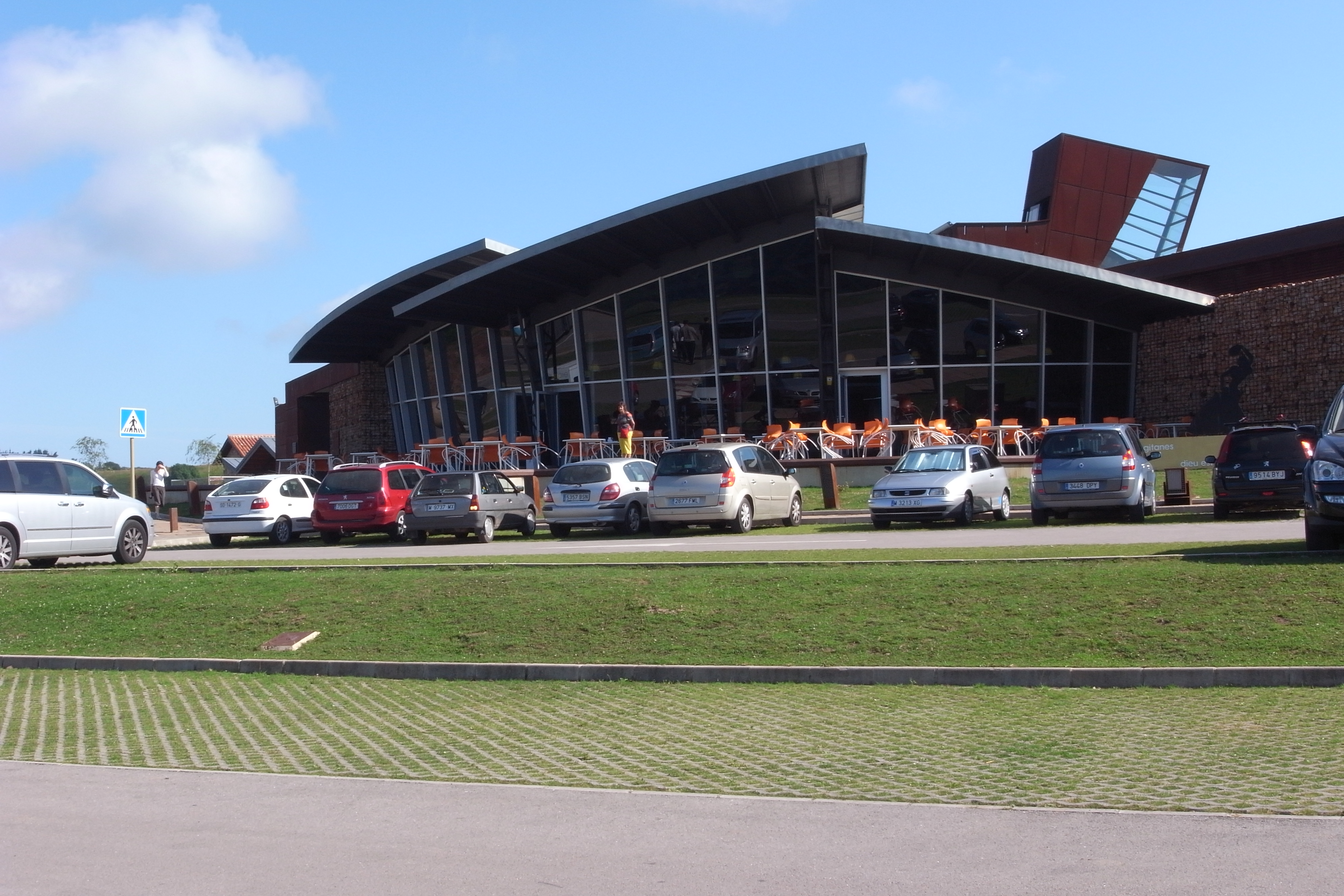
Turisztikai fogadóépület
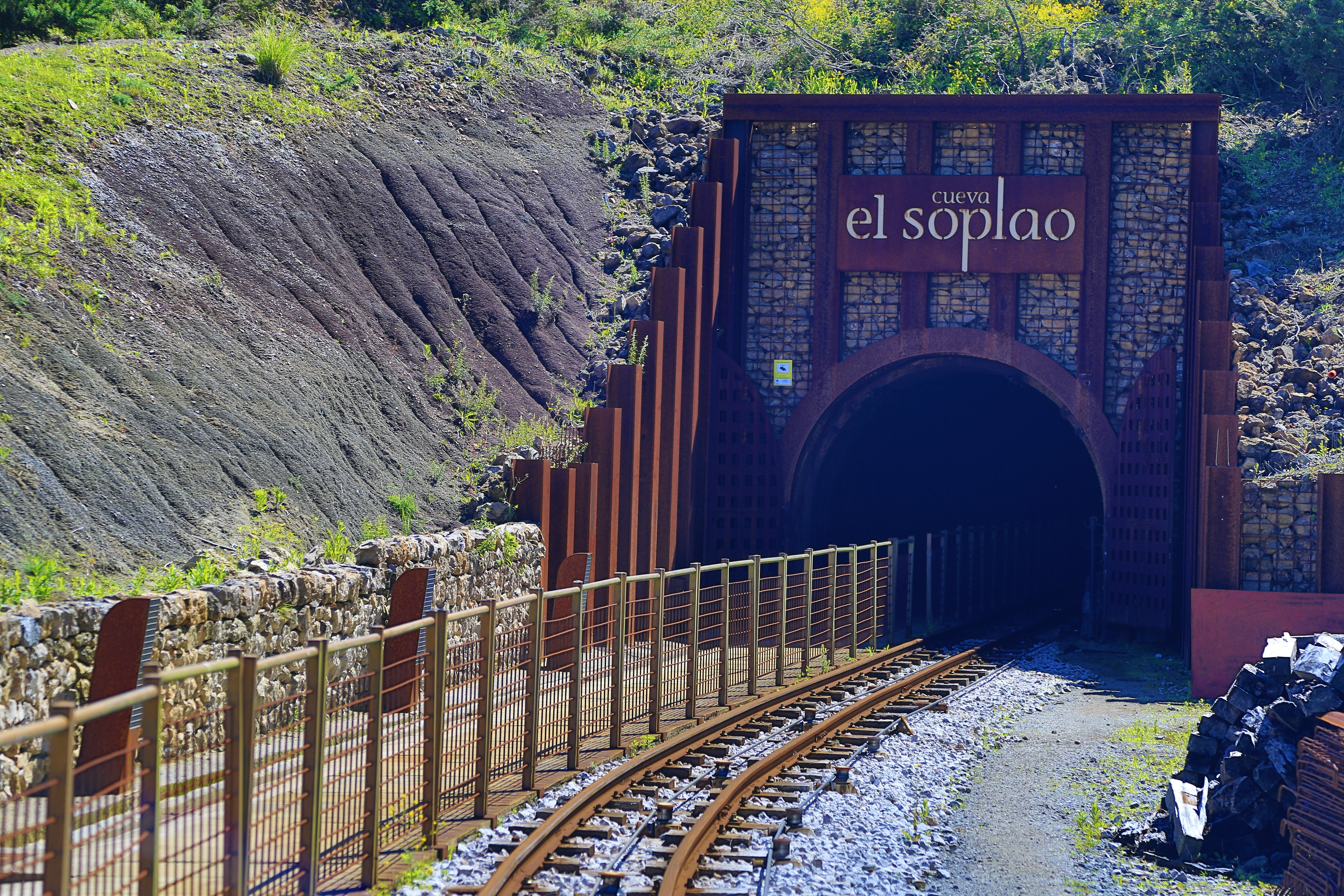
Bejárat az egykori bányavasúttal
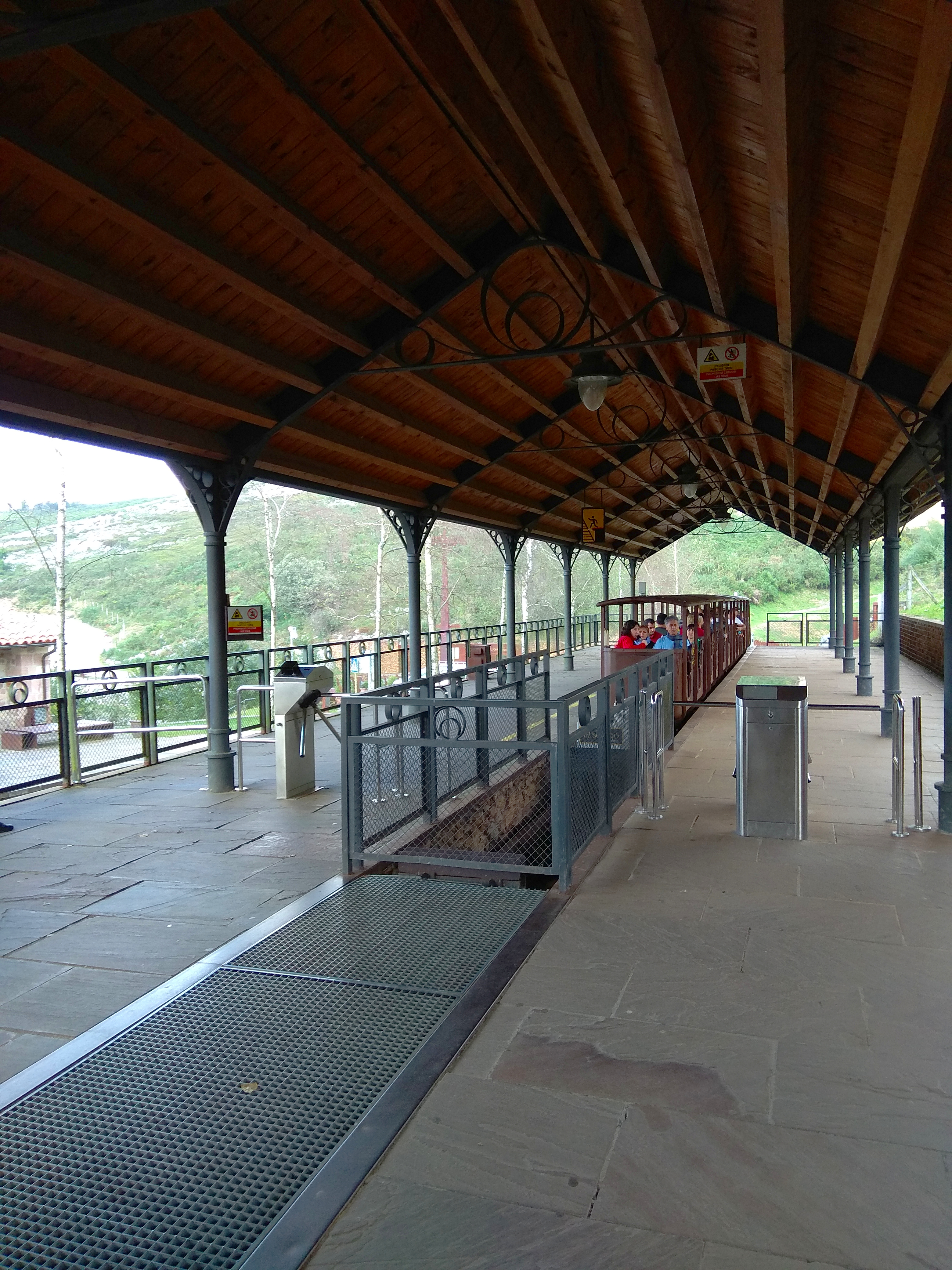
Az egykori bányavasút állomása